# Discover
Discover é uma revista semanal norte-americana de divulgação científica para o público leigo. 
Seu primeiro número foi publicado em 1980. Pertenceu a Walt Disney Company até 2005, quando foi vendida a  Bob Guccione Jr., fundador das revistas Spin e Gear.